# Incoming Death
Incoming Death – dziewiąty album studyjny holenderskiego zespołu muzycznego Asphyx. Wydawnictwo ukazało się 30 września 2016 roku nakładem wytwórni muzycznej Century Media Records. Płyta została zarejestrowana w Tom Meier Studio i Mörser Studio. Miksowanie i mastering odbył się w Unisound Studio. Był to pierwszy album formacji nagrany z perkusistą Stefanem Hüskensem, znanym z występów w niemieckiej grupie Desaster.
Nagrania były promowane teledyskiem do utworu „Forerunners of the Apocalypse”, który wyreżyserował Maurice Swinkels. Edycja specjalna wydawnictwa została wzbogacona o płytę DVD na której znalazł się zapis koncertów zespołu na festiwalach Brutal Assault w Czechach oraz Hellfest we Francji. Album dotarł do 30. miejsca niemieckiej listy przebojów – Media Control Charts. Produkcja trafiła ponadto na listy przebojów w Szwajcarii i Belgii.

## Lista utworów
Opracowano na podstawie materiału źródłowego.
| Nr  | Tytuł utworu                    | Długość |
| --- | ------------------------------- | ------- |
| 1.  | „Candiru”                       | 2:40    |
| 2.  | „Division Brandenburg”          | 3:05    |
| 3.  | „Wardroid”                      | 4:40    |
| 4.  | „The Feeder”                    | 4:06    |
| 5.  | „It Came from the Skies”        | 3:29    |
| 6.  | „The Grand Denial”              | 7:08    |
| 7.  | „Incoming Death”                | 1:56    |
| 8.  | „Forerunners of the Apocalypse” | 3:42    |
| 9.  | „Subterra Incognita”            | 5:06    |
| 10. | „Wildland Fire”                 | 3:41    |
| 11. | „Death: the Only Immortal”      | 8:09    |
|     |                                 | 47:42   |

| Bonus DVD | Bonus DVD                                                    | Bonus DVD |
| Nr        | Tytuł utworu                                                 | Długość   |
| --------- | ------------------------------------------------------------ | --------- |
| 1.        | „Vermin” (Brutal Assault Open Air / Live 2015)               | 4:09      |
| 2.        | „Scorbutics” (Brutal Assault Open Air / Live 2015)           | 4:32      |
| 3.        | „Death The Brutal Way” (Brutal Assault Open Air / Live 2015) | 4:33      |
| 4.        | „Into The Timewastes” (Brutal Assault Open Air / Live 2015)  | 3:26      |
| 5.        | „Deathhammer” (Brutal Assault Open Air / Live 2015)          | 3:04      |
| 6.        | „Wasteland Of Terror” (Brutal Assault Open Air / Live 2015)  | 2:20      |
| 7.        | „Forgotten War” (Brutal Assault Open Air / Live 2015)        | 5:33      |
| 8.        | „The Rack” (Brutal Assault Open Air / Live 2015)             | 8:33      |
| 9.        | „Last One On Earth” (Brutal Assault Open Air / Live 2015)    | 7:11      |
| 10.       | „Quest For Absurdity” (Hellfest Open Air / Live 2016)        | 1:03      |
| 11.       | „Into The Timewastes” (Hellfest Open Air / Live 2016)        | 3:40      |
| 12.       | „Food For The Ignorant” (Hellfest Open Air / Live 2016)      | 5:07      |
| 13.       | „Death The Brutal Way” (Hellfest Open Air / Live 2016)       | 4:32      |
| 14.       | „Deathhammer” (Hellfest Open Air / Live 2016)                | 3:04      |
| 15.       | „Forgotten War” (Hellfest Open Air / Live 2016)              | 5:27      |
| 16.       | „Der Landser” (Hellfest Open Air / Live 2016)                | 4:31      |
| 17.       | „Wasteland Of Terror” (Hellfest Open Air / Live 2016)        | 2:48      |
| 18.       | „The Rack” (Hellfest Open Air / Live 2016)                   | 8:18      |
| 19.       | „Scorbutics” (Hellfest Open Air / Live 2016)                 | 4:42      |
| 20.       | „Last One On Earth” (Hellfest Open Air / Live 2016)          | 7:30      |
| 21.       | „Deathhammer” (Teledysk)                                     | 2:36      |
|           |                                                              | 1:36:39   |

## Twórcy
Opracowano na podstawie materiału źródłowego.
| Zespół Asphyx w składzie - Martin van Drunen – wokal prowadzący - Paul Baayens – gitara, inżynieria dźwięku - Alwin Zuur – gitara basowa - Stefan Hüskens – perkusja |  | Inni - Lena Wurm – zdjęcia, oprawa graficzna - Erik Negakinu, Immortaliza, Thomas van Beek, Stefan Raduta – zdjęcia - Michiel Toenink, Tom Meier – realizacja nagrań - Axel Hermann – okładka - Dan Swanö – miksowanie, mastering |